# Бимоканов, Умербек
Умербек (Андрей Иванович) Бимоканов (3 марта 1916, Петропавловский уезд, Акмолинская область — 14 июля 1977, Куртамышский район, Курганская область) — директор овцеводческого совхоза «Камаганский» Куртамышского района Курганской области, Герой Социалистического Труда. Участник Великой Отечественной войны, сержант.

## Биография
Умербек Бимоканов родился 3 марта 1916 года в семье крестьянина-бедняка в ауле Иссель Петропавловского уезда Акмолинской области Степного генерал-губернаторства (впоследствии аул был в составе Тонкерейского района), ныне аул не существует, территория Тонкерейского района разделена между районом Шал Акына, Жамбылским и Тимирязевским районами Северо-Казахстанской области Республики Казахстан. Казах. В 1919 году родители трагически погибли во время грозы от удара молнии. С трёхлетнего возраста воспитывался у родственников, затем в детском доме. Окончил семилетнюю школу.
В 1930 году семья переехала в Журавлевский совхоз Омутинского района(?) Омской области. Сперва был курьером в совхозной конторе, с 1931 года — рабочим на ферме, в 1932 году в неполных 16 лет назначен бригадиром животноводов.
В 1937—1939 годах служил в Рабоче-крестьянской Красной Армии, во второй Краснознаменной армии окончил школу-десятилетку.
В 1939 году вступил в ВКП(б), в 1952 году партия переименована в КПСС.
В декабре 1939 года демобилизован. После возвращения из армии назначен бригадиром животноводческой бригады.
Участник Великой Отечественной войны с июня 1941 года. 18 декабря 1941 года сержант Бимаканов в битве за Москву был тяжело ранен, служил в 56-й стрелковой бригаде 1-й ударной армии. После лечения в госпиталях демобилизован и в 1942 году вернулся в Журавлёвский совхоз, до 1944 года работал помощником начальника политотдела совхоза и управляющим фермой. После ликвидации политотделов в 1944 году, Ишимским трестом совхозов направлен старшим зоотехником Станиченского совхоза Сладковского района Тюменской области.
В 1950 году, пройдя обучение на годичных курсах директоров, перешёл на работу заместителем директора совхоза «Пионер» Пионерского сельсовета Макушинского района Курганской области. В 1950 году поступил на заочное отделение Омского сельскохозяйственного института.
С июля 1954 года, после окончании института, — главный зоотехник овцеводческого совхоза «Камаганский» Звериноголовского района (с 1962 года — Куртамышского района) Курганской области. В июле 1955 года Курганский обком КПСС утвердил У. Бимоканова в должности директора овцесовхоза «Камаганский». Он работал в этой должности всю оставшуюся жизнь. Довёл поголовье овец до 43 тысяч голов при настриге шерсти более 5 кг с овцы. С 1960-х гг. он себя именует в документах уже не Умербек, а Андрей Иванович. В 1966 году Героем Социалистического Труда стал старший чабан совхоза «Камаганский» Тюленбай Мухтаров. 15 декабря 1972 года совхозу за заслуги в развитии земледелия, животноводства было присвоено почетное наименование «имени 50-летия СССР».
Был избран областной партийной организацией делегатом XXV съезда КПСС.
Трагически погиб 14 июля 1977 года, говорят, можно было спасти, но не успели довезти до больницы областного центра. Похоронен в селе Камаган Камаганского сельсовета Куртамышского района Курганской области, ныне село входит в Куртамышский муниципальный округ той же области.

## Награды и почётные звания
- Герой Социалистического Труда, 11 декабря 1973 года
  - Орден Ленина № 421603
  - Медаль «Серп и Молот» № 15330
- Орден Ленина, 22 марта 1968 года
- Орден Октябрьской Революции, 23 декабря 1976 года
- Орден Трудового Красного Знамени, 8 апреля 1971 года
- Орден «Знак Почёта», 11 января 1957 года
- Юбилейная медаль «За доблестный труд. В ознаменование 100-летия со дня рождения Владимира Ильича Ленина», 1970 год
- Медаль «За победу над Германией в Великой Отечественной войне 1941—1945 гг.», 1945 год
- Юбилейная медаль «Двадцать лет Победы в Великой Отечественной войне 1941—1945 гг.», 1966 год
- Медаль «За освоение целинных земель», 1957 год
- Медали ВДНХ (четыре)
- Звание «Почётный гражданин Курганской области», 31 января 2012 года, посмертно

## Память
- С 2006 года Камаганская средняя школа носит имя А. И. Бимоканова, в 2015 году в школе открыт музей.

## Семья
Был женат. Жена Фатима, дочь Светлана и два сына Святослав и Станислав.